# Дервешен
Дервѐшен (на гръцки: Οινούσσα, Инуса, до 1930 година Δερβέσιανη, Дервесяни) е село в Гърция, Егейска Македония, дем Сяр (Серес), област Централна Македония. Старото основно училище в селото е обявено за културен паметник.

## География
Селото се намира в южните поли на планината Сминица (Меникио), в Сярското поле, на около 7 километра източно от град Сяр (Серес) на надморска височина от 130 m.

## История

### Етимология
Според Йордан Н. Иванов името е жителско име с гръцка замяна на т > δ и б > β в начално *Требешане от местното име *Требеш от *треба < трѣба и топонимична наставка -еш.

### Античност
На 2-3 km северно от Дервешен и североизточно от Йеди Дермен на южния склон на един хълм е открито малко римско селище. На хълма Власелник на половин километър северно от Дервешен има ранновизантийска крепост. На съседния хълм Бегово има праисторическо селище.

### Средновековие
Край Дервешен има два забележителни средновековни паметника. На 1,5 km северно от селото, в склона на Власелник, до църквата „Успение Богородично“, е запазена средновековно скално изображение на Света Богородица с Младенеца от 1382 година. Южно от селото е средновековната триконхална църква „Свети Николай“.
Селото се споменава като Превесена (Πρεβέσαινα) в  1346 година, Древесена в (Δρεβέσαινα), в 1351 година и Тревисина (Τρεβίσηνα) в 1357 година. Сегашното село е създадено главно от жители на съседото Карликьой.

### В Османската империя
В XIX век Дервешен е чисто българско село в Сярската каза на Османската империя. Според „Етнография на вилаетите Адрианопол, Монастир и Салоника“ в 1873 година в Дервешан (Dérvechan) има 12 домакинства и 33 жители цигани и черкези. В 1889 година Стефан Веркович „(Топографическо-этнографическій очеркъ Македоніи“) отбелязва Дервешени като чифлик с 8 български къщи.
В 1891 година Георги Стрезов определя селото като част от Сармусакликол и пише:
| „ | Дервещане, чифлик на манастира „Св. Иван“, 3/4 час на И от Сяр при подножието на Боздаг. Земя плодородна, пои се от речицата Та Яни. Преди няколко години жителите му бяха постоянни; сега се набират от околните села само лете. 25 къщи, 125 души жители, българе. Има си гръцка църква. | “ |

Според статистиката на Васил Кънчов („Македония. Етнография и статистика“) в 1900 година в Дервешенъ (Дервищани) има 180 жители българи християни.
След Междусъюзническата война в 1913 година селото попада в Гърция. В 1930 година името на селото е променено на Инуса.

## Преброявания
- 2001 година - 524 души
- 2011 година - 517 души